# ガウデアムス国際音楽週間
ガウデアムス国際音楽週間（英語：International Gaudeamus Music Week）は、オランダのアムステルダムで開催される現代音楽のための音楽祭。毎年9月上旬に行われる。

## 概要
主催のガウデアムス財団は国際現代音楽協会（ISCM）のオランダ支部も務めており、かつてはISCMの総本部も担当していた。音楽祭はコンクールを内包するが、それだけでなく作曲家や地域に焦点を当てた特集演奏会や、招待演奏家・演奏団体による個性的なプログラムが展開される。
ヒルバースム時代を経て、2004年度より新しくアムステルダムに建設されたムジークヘボウ（Musiekgebouw、音楽ホールの意味）に拠点を移した。このほかヤクルトザール、アイスブレーカー、フェリックス・メリティスといった周辺の音楽ホールやライブハウス、アムステルダム音楽院、あるいは教会なども演奏会場として使われていた。

## コンクール
音楽週間はまた、世界で最も競争率の高い作曲コンクールとしても有名で、当初は35歳以下の作曲家を対象に第3位までを入賞とするシステムであったが、30代のレヴェル選抜に苦しんだのかこのコンクール自体を打ち切ってしまう。
現行制度になるのは1984年からで、2019年まで世界中の応募当時30歳以下の作曲家の応募作を3人の審査員によって審査した。審査員によってその年の傾向が年毎に変わるのも大きな特徴である。審査員「長」を持たないことも大きな特徴で、すべての審査員は同格である。
ガウデアムス財団はこの他にも春に行われるガウデアムス国際現代音楽演奏コンクールを擁していたが、これは閉会した。
2020年からまた応募作の年齢制限を35歳までに戻した。

## 経営破綻
アムステルダム市が2013年に「現代音楽への助成の打ち切り」を発表。これによりオランダ音楽情報センターは解散し、ガウデアムス財団図書館は消滅した。ガウデアムス国際音楽週間は規模を大幅に縮小してユトレヒト市で細々と続けている。ガウデアムス現代音楽演奏コンクールも再開の見込みは立っていない。
現在のガウデアムス国際音楽週間はISCMオランダ支部の持ち物になっている。アムステルダム時代は最大20人を招待することが出来たが、現在招待される作曲家はわずか5名である。これに伴い投函数は一時減ったが、また持ち直して2023年度の投函数は229名である。